# IC 1134/1
IC 1134/1 је елиптична галаксија у сазвијежђу Змија која се налази на листи објеката дубоког неба у Индекс каталогу.
Деклинација објекта је + 16° 57' 46" а ректасцензија 15h 44m 58,4s. Привидна величина (магнитуда) објекта IC 1134 износи 13,9 а фотографска магнитуда 14,9. IC 11341 је још познат и под ознакама MCG 3-40-34, CGCG 107-32, NPM1G +17.0568, PGC 55937.